# Daphnia obtusa
Daphnia obtusa är en kräftdjursart som beskrevs av Kurz 1875. Daphnia obtusa ingår i släktet Daphnia och familjen Daphniidae. Arten är reproducerande i Sverige. Inga underarter finns listade i Catalogue of Life.